# Doi Yoshinori
Yoshinori Doi (sinh ngày 2 tháng 4 năm 1972) là một cầu thủ bóng đá người Nhật Bản.

## Sự nghiệp câu lạc bộ
Yoshinori Doi đã từng chơi cho Otsuka Pharmaceutical và Kawasaki Frontale.